# União das Freguesias de Izeda, Calvelhe e Paradinha Nova
Die União das Freguesias de Izeda, Calvelhe e Paradinha Nova ist eine portugiesische Gemeinde (Freguesia) im Kreis (Concelho) Bragança, Distrikt Bragança, im Nordosten Portugals.

## Geschichte

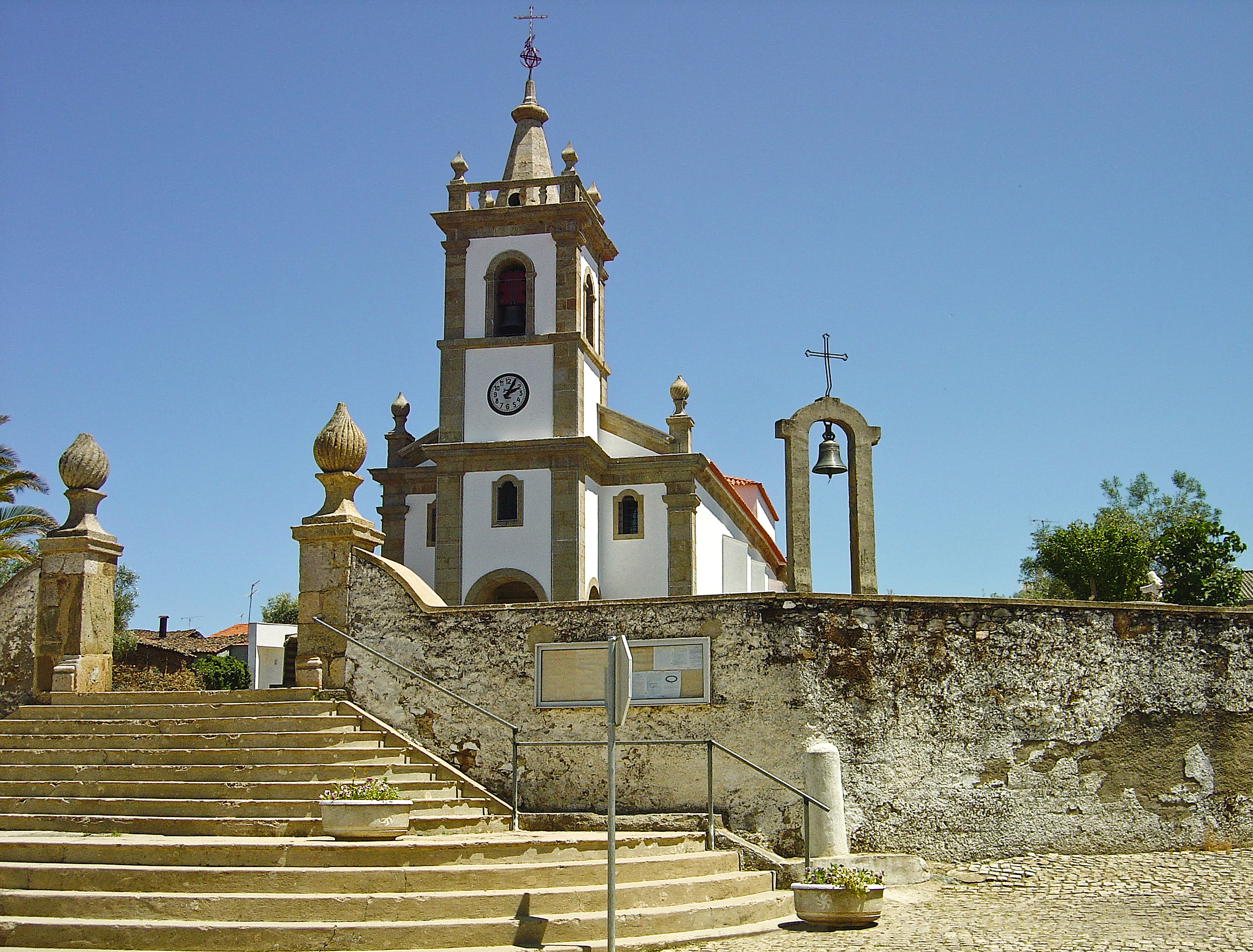
Kirche von Izeda.

Die Gemeinde entstand im Zuge der Gebietsreform vom 29. September 2013 durch die Zusammenlegung der ehemaligen Gemeinden Izeda, Calvelhe und Paradinha Nova.
Bragança wurde Sitz der neuen Verwaltung.

## Demographie
| Freguesia | Freguesia                        | Freguesia | Freguesia       | ehemalige Freguesias | ehemalige Freguesias | ehemalige Freguesias | ehemalige Freguesias |
| --------- | -------------------------------- | --------- | --------------- | -------------------- | -------------------- | -------------------- | -------------------- |
| Wappen    | Freguesia                        | Einwohner | Fläche in (km²) | Wappen               | Freguesia            | Einwohner            | Fläche in (km²)      |
|           | Izeda, Calvelhe e Paradinha Nova | 851       | 72,67           |                      | Izeda                | 1006                 | 34,13                |
|           | Izeda, Calvelhe e Paradinha Nova | 851       | 72,67           | Calvelhe             | 97                   | 22,59                |                      |
|           | Izeda, Calvelhe e Paradinha Nova | 851       | 72,67           | Paradinha Nova       | 109                  | 15,95                |                      |